# Lissonota mulleola
Lissonota mulleola är en stekelart som beskrevs av Dali Chandra och Gupta 1977. Lissonota mulleola ingår i släktet Lissonota och familjen brokparasitsteklar. Inga underarter finns listade i Catalogue of Life.